# Liste des commanderies templières dans le Grand Londres
Cette liste recense les commanderies et maisons de l'Ordre du Temple présentes dans le Grand Londres.

## Faits marquants et Histoire
Dès 1128, Hugues de Payens établit le siège des templiers en Angleterre, dans la Cité de Londres. Le premier établissement qui les accueillit, appelé Old Temple, fut rapidement trop étroit, et en 1185 l'Ordre déménagea son siège à Temple Church. C'est principalement à partir de cette date que les possessions templières prirent rapidement de l'ampleur à Londres, comme dans toute l'Angleterre.

## Commanderies
| arrondissement actuel | Commanderie      | Observations | Image / situation           |
| --------------------- | ---------------- | --- | --------------------------- |
| London City           | Old Temple       | aussi appelé Camden Templars Preceptory. Fondation en 1128 par Hugues de Payens première Maison du Temple en Angleterre et siège de l'Ordre, jusqu'à son transfert en 1185 à l'Église du Temple | 51° 31′ 04″ N, 0° 06′ 46″ O |
| London City           | Église du Temple | fondation en 1161, siège des Templiers en Angleterre à partir de 1185,. | 51° 30′ 48″ N, 0° 06′ 37″ O |

| Localisation dans le Grand Londres, et liens vers les articles correspondants |
| ----------------------------------------------------------------------------- |
| \| Old Temple Église du Temple \|                                             |
| Old Temple Église du Temple                                                   |

## Autres possessions
- 2 forges sur Fleet Street, et un moulin à grain sur la Fleet[6]
- Temple Fortune (en)[7], dans le District londonien de Barnet.